# Poecilus gisellae
Poecilus gisellae é uma espécie de insetos coleópteros pertencente à família Carabidae.
A autoridade científica da espécie é Csiki, tendo sido descrita no ano de 1930.
Trata-se de uma espécie presente no território português.